# Julie Šamberková
Julie Šamberková, née Knornová le 11 septembre 1846 à Březová nad Svitavou et morte par suicide le 3 février 1892 à Hambourg, est une actrice de théâtre tchèque.

## Biographie
À l'école de chant de František Pivoda, elle apprend à chanter avec le chef d'orchestre Wilhelm Jahn (1835–1900) et à jouer du piano avec Friederike (Bedřiška) Herbstová (1805–1866),,.
Elle commence sa carrière théâtrale comme chanteuse d'opéra en 1865 à Prague au Žofín, où se trouve alors la scène annexe du Théâtre provisoire. Plus tard, elle est engagée à Olomouc à l'Opéra allemand. C'est là qu'elle rencontre František Ferdinand Šamberk qu'elle épouse le 7 janvier 1866,. Cependant, en raison d'une maladie de ses cordes vocales, après un accouchement difficile (sa fille décède peu après), elle doit abandonner le chant et continue à travailler uniquement dans le théâtre. Néanmoins, grâce à l'altération de sa voix après cette maladie, elle acquiert une acuité vocale particulière, exprimant avec brio l'ironie, la froideur et la fierté, ce qui lui convient, par exemple, pour interpréter les personnages féminins de Shakespeare, mais aussi plus tard pour dépeindre divers états psychologiques d'aristocrates et de monarques cruels dans les pièces d'autres auteurs. Elle est considérée comme une représentante du style déclamatoire. 
En 1867, elle rejoint la troupe du théâtre Švanda et de 1867 à 1876, elle est engagée au Théâtre provisoire.
Elle a trois enfants avec son mari : Dagmar (décédée jeune), Egmont (journaliste et chanteur) et Vladimír Šamberk (cs) (acteur et peintre).
.
En 1876, elle se sépare de son mari et part en Allemagne avec ses fils, où elle travaille sur les scènes de Berlin, Hambourg et Francfort-sur-le-Main. Elle visite également les États-Unis et, de 1880 à 1885, joue au théâtre allemand de Prague. Lors de la saison 1885-1886, elle est engagée au Théâtre national de Prague, où elle reprend de nombreux rôles de Maria Pospíšilová, partie jouer en Allemagne. Malgré ses succès à Prague, elle repart à l'étranger et met fin à sa carrière artistique en 1888.
Vers la fin de sa vie, elle vit à Hambourg , où elle tient une maison d'hôtes et un restaurant en location, le Restaurant Schamberg. C'est là qu'elle se suicide en février 1892 .

## Dans les arts

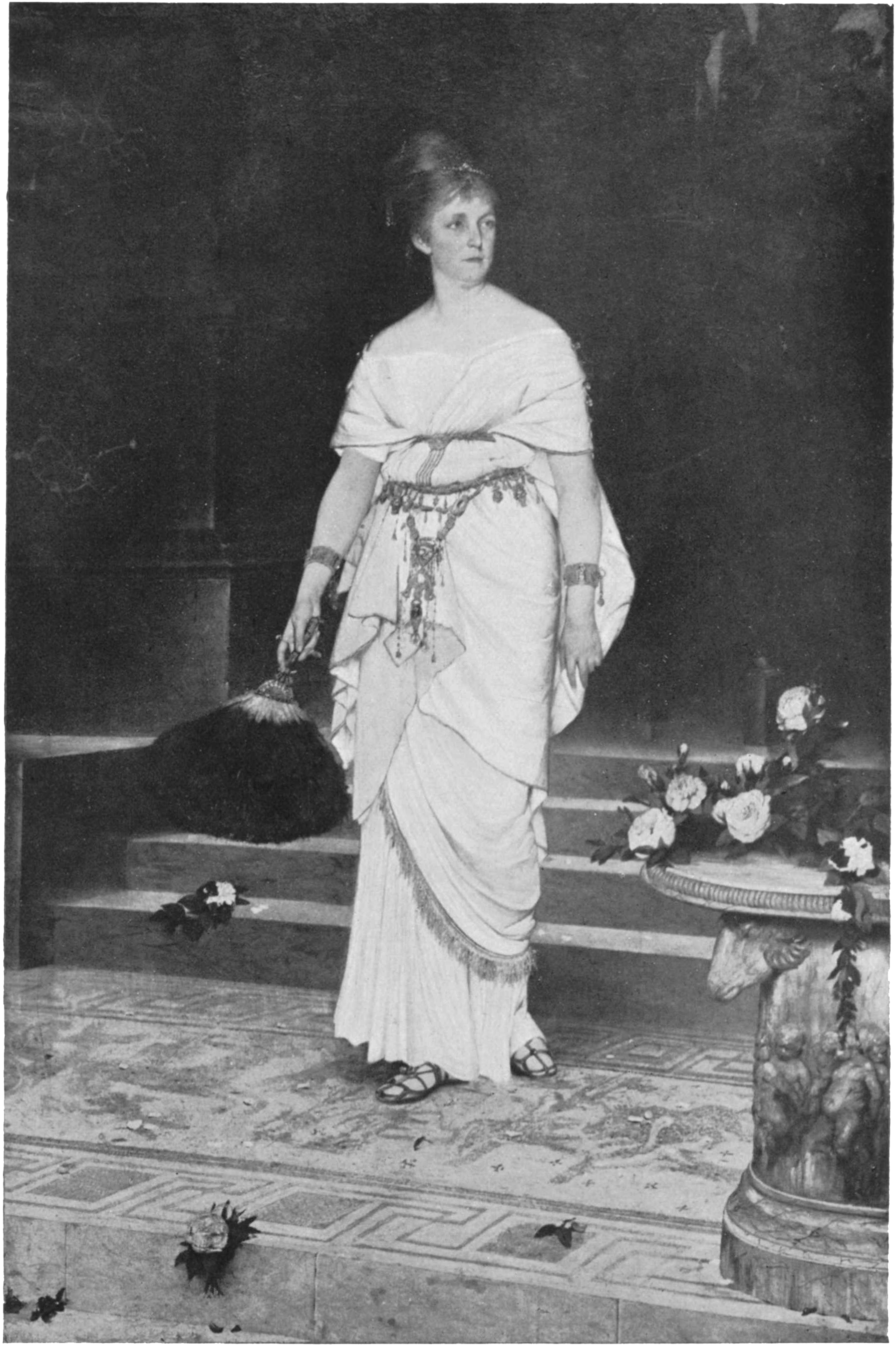
Václav Brožík, Messalina.

Julie Šamberková est incarnée par Václav Brožík dans le rôle de Messaline dans un tableau conservé à la Galerie nationale de Prague. 